# Svenska Cupen 2013-2014 - Turno preliminare
Al turno preliminare hanno partecipato 22 squadre provenienti da tre distretti (Dalarnas FF, Hälsinglands FF e Örebro Läns FF).
Si sono qualificate al primo turno 4 squadre.

## Sezione Dalarnas FF

### Primo turno
Le vincitrici andranno ai quarti di finale.
| Squadra 1        | Risultato | Squadra 2      |
| ---------------- | --------- | -------------- |
| IFK Hedemora     | 1 – 6     | IFK Mora       |
| Boda Ore SK      | 0 – 1     | Vansbro AIK    |
| Östansbo IS      | 3 – 0     | Ulfshyttans IF |
| Långshyttans AIK | 0 - 4     | Korsnäs IF FK  |

### Quarti di finale
Le vincitrici andranno in semifinale.
| Squadra 1     | Risultato   | Squadra 2       |
| ------------- | ----------- | --------------- |
| Korsnäs IF FK | 1 – 0       | Avesta AIK      |
| Dalkurd FF    | 16 – 0      | Östansbo IS     |
| Vansbro AIK   | 1 – 3 (dts) | Falu FK         |
| IFK Mora      | 3 - 5       | Kvarnsvedens IK |

### Semifinali
Le vincitrici andranno in finale.
| Squadra 1     | Risultato | Squadra 2       |
| ------------- | --------- | --------------- |
| Falu FK       | 2 – 1     | Kvarnsvedens IK |
| Korsnäs IF FK | 3 – 1     | Dalkurd FF      |

### Finale
| Arbitro: | Erik Nordqvist (Borlänge) |

|                             |           |                                             |
| Layouni 33’ Hjertstrand 47’ | Marcatori | 72’ Panagiotidis 80’, 102’ (rig.) Ljunggren |

## Sezione Hälsinglands FF
| Arbitro: | Håkan Lindqvist (Enånger) |

|                                      |           |  |
| Roos 24’, 60’ Lööf 49’ Hafizović 76’ | Marcatori |  |

## Sezione Örebro Läns FF

### Gruppo 1
| Squadra             | Pt | G | V | N | P | GF | GS | DR |
| ------------------- | -- | - | - | - | - | -- | -- | -- |
| IFK Kumla           | 9  | 3 | 3 | 0 | 0 | 5  | 0  | +5 |
| BK Forward          | 6  | 3 | 2 | 0 | 1 | 7  | 4  | +3 |
| IFK Örebro          | 3  | 3 | 1 | 0 | 2 | 4  | 7  | –3 |
| Örebro Syrianska IF | 0  | 3 | 0 | 0 | 3 | 1  | 6  | –5 |

|                     | BKF   | IFKK  | IFKÖ  | ÖSIF  |
| ------------------- | ----- | ----- | ----- | ----- |
| BK Forward          | —     |       | 4 – 2 | 3 – 0 |
| IFK Kumla           | 2 – 0 | —     | 2 – 0 |       |
| IFK Örebro          |       |       | —     | 2 – 1 |
| Örebro Syrianska IF |       | 0 – 1 |       | —     |

### Gruppo 2
| Squadra           | Pt | G | V | N | P | GF | GS | DR  |
| ----------------- | -- | - | - | - | - | -- | -- | --- |
| Rynninge IK       | 9  | 3 | 3 | 0 | 0 | 10 | 0  | +10 |
| Adolfsbergs IK    | 6  | 3 | 2 | 0 | 1 | 4  | 6  | –2  |
| Karlslunds IF HFK | 3  | 3 | 1 | 0 | 2 | 8  | 4  | +4  |
| IK Sturehov       | 0  | 3 | 0 | 0 | 3 | 0  | 12 | –12 |

|                | AIK   | IKS   | KIF   | RIK   |
| -------------- | ----- | ----- | ----- | ----- |
| Adolfsbergs IK | —     |       |       | 0 – 5 |
| IK Sturehov    | 0 – 2 | —     |       |       |
| Karlslunds IF  | 1 – 2 | 7 – 0 | —     |       |
| Rynninge IK    |       | 3 – 0 | 2 – 0 | —     |